# Pat Spurgin
Karen Patricia „Pat“ Spurgin (* 10. August 1965 in Billings, Montana) ist eine ehemalige US-amerikanische Sportschützin. Sie nahm als 18-Jährige an den Olympischen Sommerspielen 1984 teil und gewann eine Goldmedaille in der Kategorie Luftgewehr der Frauen. Zu dieser Zeit war sie eine Studentin an der Murray State University.
Nach ihrer aktiven Zeit arbeitete sie als Co-Trainer für die Schützenmannschaft der Alaska Nanooks an der University of Alaska Fairbanks.
Für ihre sportlichen Leistungen wurde der Schießstand der Murray State University nach ihr benannt (Pat Spurgin Rifle Range).